# Ceci est mon corps
Ceci est mon corps è un film del 2001 diretto da Rodolphe Marconi.